# Schoolboy Q
Schoolboy Q, geboren als Quincy Matthew Hanley (Wiesbaden, 26 oktober 1986), is een Amerikaanse rapper.

## Biografie
Schoolboy Q werd geboren op een militaire basis in Wiesbaden. Zijn vader werkte in het Amerikaanse leger. Nadat zijn ouders uit elkaar waren gegaan, ging zijn moeder eerst met hem naar Texas. Schoolboy Q groeide later op in South Los Angeles. Hij ging naar de Crenshaw High School. Daar speelde hij met succes American football. In het begin was zijn schoolprestatie goed, daarom ontstond zijn bijnaam en artiestennaam Schoolboy (het tweede deel Q is een afkorting voor Quincy). Op zijn twaalfde werd hij lid van de 52 Hoover Crips-bende. Hij verloor zijn interesse in onderwijs en kreeg onder meer te maken met oxycodon. In 2007 kreeg hij zes maanden gevangenisstraf en zat hij de helft van de straf uit in huisarrest.
In 2008 bracht Schoolboy Q zijn eerste mixtape ScHoolboy Turned Hustla uit, die autobiografische teksten bevat. Hij werd toen ontdekt als rapper door Anthony Tiffith, hoofd van het onafhankelijke label Top Dawg Entertainment, waarbij ook Kendrick Lamar, Ab-Soul en Jay Rock onder contract staan. Ze werkten de jaren daarna samen en richtten in 2009 de hiphopgroep Black Hippy op. In hetzelfde jaar verscheen een tweede mixtape van Schoolboy Q bij Top Dawg, die zich met zijn downloadalbums Setbacks (2011) en Habits & Contradictions (2012) in de Billboard 200 kon plaatsen. Zijn deelname aan de hitsingle White Walls van het debuutalbum The Heist (2012) van hiphopduo Macklemore & Ryan Lewis leverde hem internationale aandacht en succes op in de hitparade. Terwijl Macklemore het intro en het eerste couplet zong, droeg Schoolboy Q het tweede couplet bij. In 2014 werd zijn meest succesvolle album tot nu toe, Oxymoron, uitgebracht als een joint venture tussen Top Dawg en het grote label Interscope Records. Het bereikte #1 in de Billboard-hitlijsten.

## Discografie

### Singles
- 2012: Hands On The Wheel
- 2013:	Collard Greens (met Kendrick Lamar)
- 2013: Man of the Year
- 2014:	Studio (met BJ the Chicago Kid)
- 2016:	That Part (met Kanye West)
- 2018:	X (met 2 Chainz & Saudi)
- 2019:	Numb Numb Juice
- 2019: Chopstix (met Travis Scott)
- 2019: Floating (met 21 Savage)

### Studioalbums
- 2011:	Setbacks
- 2012:	Habits & Contradictions
- 2014:	Oxymoron
- 2016:	Blank Face (lp)
- 2019:	CrasH Talk
- 2024:	BLUE LIPS

### Mixtapes
- 2008:	ScHoolboy Turned Hustla
- 2009:	Gangsta & Soul
- 2013:	Schoolboy Q
- 2015:	Schoolboy Q 2

### Als gastmuzikant
- 2013: Work (Remix) (ASAP Ferg met French Montana, Trinidad James, Schoolboy Q & ASAP Rocky)
- 2013: PMW (All I Really Need) (ASAP Rocky met Schoolboy Q & ASAP Rocky)
- 2013:	White Walls (Macklemore & Ryan Lewis met Schoolboy Q & Hollis)
- 2014:	2 On (Tinashe met Schoolboy Q)
- 2015:	Bitches N Marijuana (Chris Brown & Tyga met Schoolboy Q)
- 2015: Electric Body (A$AP Rocky met Schoolboy Q)

- Gemeinsame Normdatei: 1051756650
- International Standard Name Identifier: 0000 0003 7283 2028
- Library of Congress Control Number: no2014005365
- MusicBrainz: bce6d667-cde8-485e-b078-c0a05adea36d
- Nationale Bibliotheek van Tsjechië: pag2018994071
- Virtual International Authority File: 307451190
- WorldCat: E39PBJtmtcwGCTByVXGPb7B773